# Choristhemis olivei
Choristhemis olivei är en trollsländeart som först beskrevs av Tillyard 1909.  Choristhemis olivei ingår i släktet Choristhemis och familjen skimmertrollsländor. Inga underarter finns listade i Catalogue of Life.